# Panteren
Panteren (tysk: Der Panther) er et digt af Rainer Maria Rilke som blev skrevet i September 1903. Den handler om en panter, som er bag tremmer, og ved at miste sig selv pga. fangeskabet.
Der Panther

im Jardin des Plantes, Paris

Sein Blick ist vom Vorübergehn der Stäbe

so müd geworden, daß er nichts mehr hält.

Ihm ist, als ob es tausend Stäbe gäbe

und hinter tausend Stäben keine Welt.

Der weiche Gang geschmeidig starker Schritte,

der sich im allerkleinsten Kreise dreht,

ist wie ein Tanz von Kraft um eine Mitte,

in der betäubt ein großer Wille steht.

Nur manchmal schiebt der Vorhang der Pupille

sich lautlos auf –. Dann geht ein Bild hinein,

geht durch der Glieder angespannte Stille –

und hört im Herzen auf zu sein.
Pantheren

i Jardin des Plantes, Paris

Hans blik er af stængernes forbigåen

så træt blevet, at det ikke længere holder noget.

Han føler, som om der fandtes tusind stænger

og bag tusind stænger ingen verden.

Den bløde gang af kraftige, smidige skridt,

der drejer sig i den allermindste cirkel,

er som en dans af kraft omkring et centrum,

hvor en stor vilje står bedøvet.

Kun sommetider skubber pupillens forhæng

sig lydløst op -. Så går et billede ind,

passerer gennem lemmernes anspændte stilhed -

og ophører med at være i hjertet.
 Der er for få eller ingen kildehenvisninger i denne artikel, hvilket er et problem. Du kan hjælpe ved at angive troværdige kilder til de påstande, som fremføres i artiklen.